# LR-87

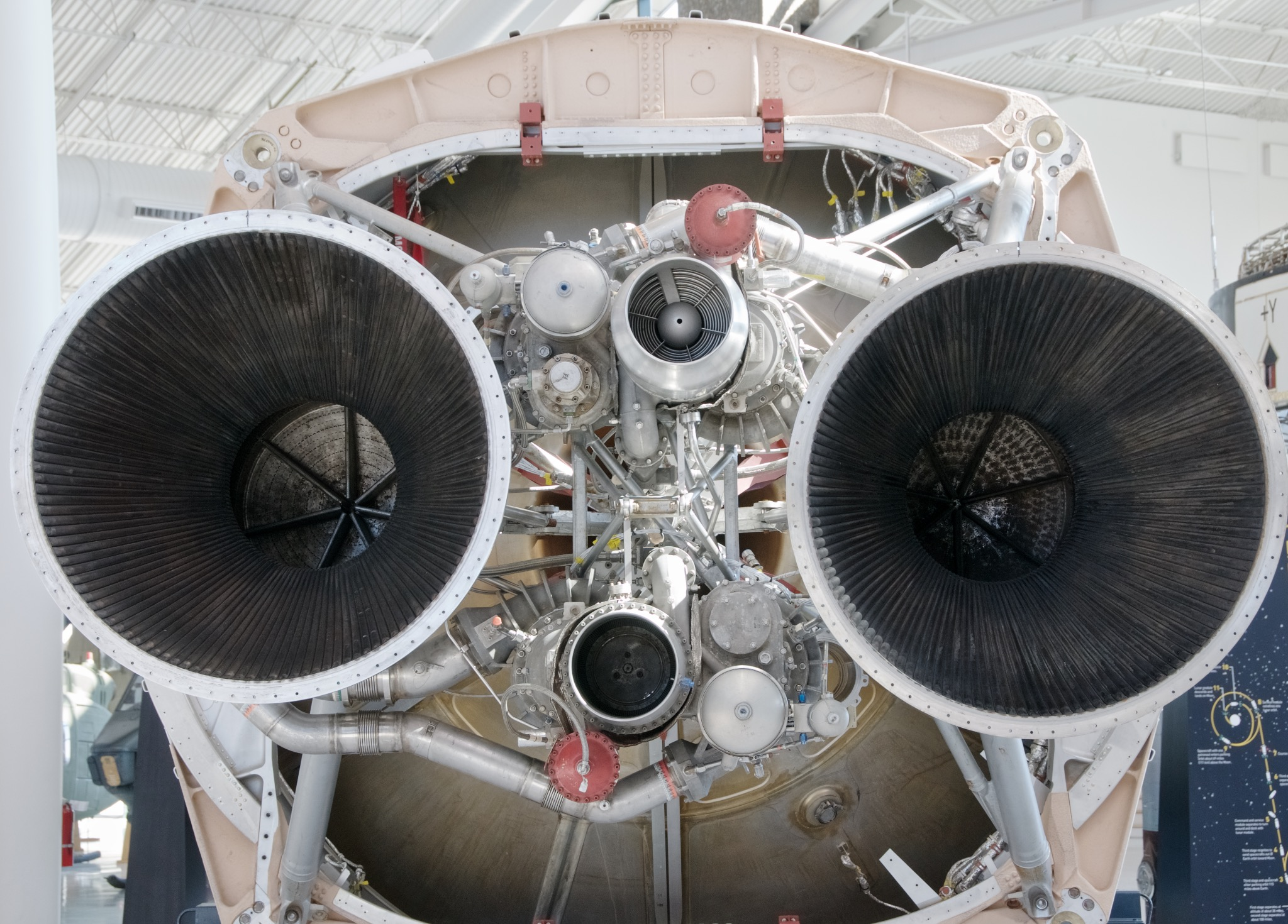
Vue sur les tuyères des deux moteurs LR-87 propulsant le premier étage d'une fusée Titan IVB.

LR87 désigne une famille de moteurs-fusées à ergols liquides de la société américaine Aerojet dont le développement a débuté dans les années 1950. Deux exemplaires de ce moteur de relativement forte poussée pour son époque (734 kNewtons dans le vide) ont propulsé le premier étage du missile balistique intercontinental SM-68 Titan puis du lanceur Titan dérivé. Il a été mis en oeuvre avec différents combinaisons d'ergols : RP-1 / Oxygène liquide dans la première version LR87-3 propulsant le missile, peroxyde d'azote / Aérozine 50 pour les versions LR87-5, 7, 9, 11). Il a été enfin proposé avec les ergols LH2 / Oxygène liquide (LR87-LH2) pour propulser le deuxième étage de la fusée Saturn V. Le moteur a effectué son premier vol en 1959 et sa dernière utilisation correspond au retrait du lanceur Titan en 2005. En 2002 plus de 1500 moteurs avaient été fabriqués.

## Historique
Au milieu des années 1950, les États-Unis développent leurs premiers missiles balistiques intercontinentaux. L’Armée de l'Air américaine décide de lancer en 1955 en parallèle le développement des missiles SM-68 Titan et SM-65 Atlas : l'objectif est de disposer d'une solution de rechange au cas où le développement de l'Atlas, à la conception audacieuse, échouerait. Le constructeur est la société Glenn L. Martin Company qui deviendra par la suite Martin Marietta avant d'être absorbé dans Lockheed-Martin. Le missile Titan comporte contrairement à l'Atlas deux étages propulsés par des moteurs Aerojet LR-87-3 brûlant un mélange de RP-1 (kérosène) et d'oxygène liquide. Au cours des premiers tests de mise à feu, le moteur montre des signes d'instabilité de combustion. Ceux-ci sont éliminés en ajoutant des déflecteurs au niveau des injecteurs, mis au point en effectuant des tests avec de petites charges explosives. 
Alors que le missile Titan I était encore dans une phase de test, le développement de son remplaçant, le missile Titan II, est entamé. L'objectif est de réduire de manière significative le délai de lancement de 15 à 20 minutes imposé par le remplissage des réservoirs d'oxygène liquide et de supprimer également les risques d'explosion. Le nouveau missile reprend la configuration du Titan I mais ses moteurs utilisent de nouveaux ergols hypergoliques qui peuvent être stockés dans les réservoirs à température ambiante, supprimant la nécessité d'un remplissage avant le lancement. Les moteurs LR-87-5 sont légèrement modifiés pour brûler un mélange de peroxyde d'azote et d'aérozine 50 en gagnant en poussée (965 kN au lieu de 647 kN au niveau du sol pour les deux moteurs du premier étage) et en masse (739 kg au lieu de 839 kg). Le missile, qui sera le plus gros mis en œuvre par les États-Unis, sera déployé dès 1962 à une cinquantaine d'exemplaires avant d'être complètement retiré du service en 1982.
En novembre 1963, la NASA décide d'utiliser le missile Titan II pour lancer les vaisseaux de son programme spatial habité Gemini. À l'époque, l'agence spatiale américaine n'a pas le choix car il n'existe aucun autre lanceur américain capable de mettre en orbite les 3 600 kg du vaisseau Gemini biplace (Titan II pouvait placer 3 810 kg en orbite basse). Mais le lanceur est encore dans une phase de développement et fonctionne avec un niveau de vibrations longitudinales (effet POGO) très élevé (+/- 2,5 g). La NASA ayant besoin pour lancer des équipages humains que ce niveau soit abaissé à +/- 0,25 g et accepte de participer au financement des améliorations réduisant les vibrations. Ces modifications comportent notamment un abaissement de la pression dans la chambre de combustion des moteurs. Ces modifications débouchent sur la version LR-87-7. Douze lanceurs seront construits pour le programme de la NASA plus deux exemplaires pour qualifier cette version.
Une version légèrement plus puissante, le LR-87-11, est utilisée pour les versions du lanceur Titan III  et Titan IV. Le premier vol a lieu en 1968. Ce modèle de moteur est celui qui sera le plus construit avec 534 exemplaires.
A compte de 1958, Aerojet développe le LR87-LH2 une version du moteur brulant un mélange d'oxygène et d'hydrogène liquide qui permet de rendre le moteur beaucoup plus performant. Ce développement est effectué en parallèle du développement de la version brulant le mélange hypergolique et nécessite un budget à peu près équivalent. Les principales modifications portent sur les injecteurs et dans la turbopompe entraînant la pompe à carburant (hydrogène). 58 tests sont effectués sur bancs de test avec des exemplaires du moteur complets et tous les équipements. Ce développement s'achève en 1960 sans avoir rencontré de problèmes. Les phases d'allumage et d'extinction se déroulent de manière fluide, les ergols sont brulés avec une efficacité de 99%. La combustion est stable. Le moteur résultant a une poussée de 578 kN et une impulsion spécifique de 350 secondes (+100 secondes par rapport à la version à ergols hypergoliques). Lorsqu'il faut sélectionner le moteur à ergols cryogéniques qui propulsera le deuxième étage de la fusée Saturn V, le LR87-LH2 semble bien placé. Mais bien que mieux noté que le moteur concurrent de Rocketdyne sur 10 des caractéristiques, c'est le J-2 de ce dernier qui est retenu.

## Caractéristiques techniques
L'installation typique d'un LR87 comprend deux moteurs identiques fixés sur la même structure de poussée mais disposant chacun de sa propre turbopompe. Le cycle d'alimentation est de type générateur de gaz. Celui-ci brule une faible fraction des ergols et génère les gaz qui font tourner à très grande vitesse la turbine de la turbopompe. Cette dernière entraine via un seul axe les deux pompes centrifuges tournant à des vitesses moins élevées alimentant en ergols la chambre de combustion. La turbine entraine également une pompe à huile qui sert à graisser les roulements à billes de la turbopompe. Une des particularités de la turbopompe est le recours pour son axe à trois roulements à billes  - deux pour les forces radiales et un pour les forces axiales - au lieu des deux roulements à billes installés habituellement sur les turbopompes. La chambre de combustion est refroidie par circulation d'un des deux ergols dans la double paroi qui la délimite. La pression dans la chambre de combustion passe de 40 bars (version 3) à 59 bars (version 11). La poussée et l'impulsion spécifique au sol sont respectivement de 647 kN et 256 secondes pour la première version du moteur mais passe à plus de 950 kN pour les versions suivantes. Malgré le passage d'un mélange semi-cryogénique (série 3) à un des carburants hypergoliques (séries suivantes) moins performants, l'impulsion spécifique ne diminue pas tandis que la poussée augmente fortement. Pour orienter la poussée les deux moteurs, par ailleurs solidaires, sont montés sur des cardans. L'orientation en tangage et en lacet est effectuée en inclinant avec des vérins les deux moteurs. L'orientation en roulis est effectuée en utilisant les gaz produits par le générateur de gaz. Le rapport de section de la tuyère est faible : 8 pour le missile, 10 pour Titan 2 et 15 (Titan 3 et 4). À partir de la version 5 les lourds réservoirs en aluminium contenant l'hélium servant à mettre sous pression les réservoirs d'ergols sont éliminés. Désormais le réservoir de carburant est pressurisé avec le peroxyde d'azote sous forme gazeuse échauffé par passage dans un échangeur de chaleur tandis que le réservoir d'oxygène utilise les gaz en sortie du générateur de gaz, refroidis par le carburant via un échangeur de chaleur. À partir de cette version la turbopompe et les injecteurs sont simplifiés, le générateur de gaz est démarré en mettant à feu un bloc de propergol solide
| Caractéristique                        | LR87-3                 | LR87-5                         | LR87-7                         | LR87-11                        | LR87-LH2              |
| -------------------------------------- | ---------------------- | ------------------------------ | ------------------------------ | ------------------------------ | --------------------- |
| Premier vol                            | 1959                   | 1962                           | 1962                           | 1968                           | 1961 (dev)            |
| Lanceur                                | Missile Titan          | Missile Titan Titan II         | Titan II                       | Titan 3 et 4                   | -                     |
| Ergols                                 | RP-1 / Oxygène liquide | Peroxyde d'azote / Aérozine 50 | Peroxyde d'azote / Aérozine 50 | Peroxyde d'azote / Aérozine 50 | LH2 / Oxygène liquide |
| Production                             | 140                    | ?                              | 212                            | 534                            | -                     |
| Poussée (sol)                          | 647 kN                 | 957 kN                         | 946 kN                         | 968 kN                         | 578 kN                |
| Impulsion spécifique (sol)             | 256 s                  | 259 s                          | 258 s                          | 250 s                          | 350 s                 |
| Pression dans la chambre de combustion | 40 bars                | 54 bars                        | 47 bars                        | 59 bars                        | ?                     |
| Rapport de section de la tuyère        | 8                      | 8                              | 9                              | 15                             | 8                     |
| Masse                                  | 839 kg                 | 739 kg                         | 713 kg                         | 758 kg                         | 700 kg.               |
| Hauteur                                | 3,13 m                 | 3,13 m                         | 3,13 m                         | 3,13 m                         | ?                     |
| Diamètre                               | 1,53 m                 | 1,53 m                         | 1,53 m                         | 1,53 m                         | 1,53 m                |
| Rapport de mélange                     | 1,91                   | 1,93                           | 1,9                            | 1,91                           |                       |
| Rapport poids/poussée                  | 89                     | 151                            | 155                            | 164                            | 97                    |
| Durée fonctionnement                   | 138 s                  | 155 s                          | 139 s                          | 200 s                          | -                     |